# NGC 756
NGC 756 је лентикуларна галаксија у сазвежђу Кит која се налази на NGC листи објеката дубоког неба.
Деклинација објекта је - 16° 42' 27" а ректасцензија 1h 54m 29,0s. Привидна величина (магнитуда) објекта NGC 756 износи 14,5 а фотографска магнитуда 15,5. NGC 756 је још познат и под ознакама MCG -3-5-29, PGC 7078.